# Route nationale 317
Pour les articles homonymes, voir Route 317.
La route nationale 317, ou RN 317, était une route nationale française reliant Montreuil à Berck. À la suite de la réforme de 1972, la RN 317 est déclassée en RD 917. Elle est doublée par une voie nouvelle évitant les traversées de village. D'abord nommé RD 917E, ce nouveau tracé est rebaptisé RD 303. En 2006, la RD 917 est devenue RD 317.

## Ancien tracé de Montreuil à Berck
Les principales communes desservies étaient :
- Montreuil
- Campigneulles-les-Petites
- Campigneulles-les-Grandes
- Rang-du-Fliers
- Berck